# アーゴシー
アーゴシー（Argosy）は、1882年フランク・マンジーが創刊し、1978年までアメリカで発行されていたパルプ・マガジン。正式誌名は後に The Argosy、さらには Argosy All-Story Weekly へと変更された。アメリカ合衆国初のパルプマガジンとされている。
"argosy" は「（財貨を満載した）大商船」を意味する。

## 創刊

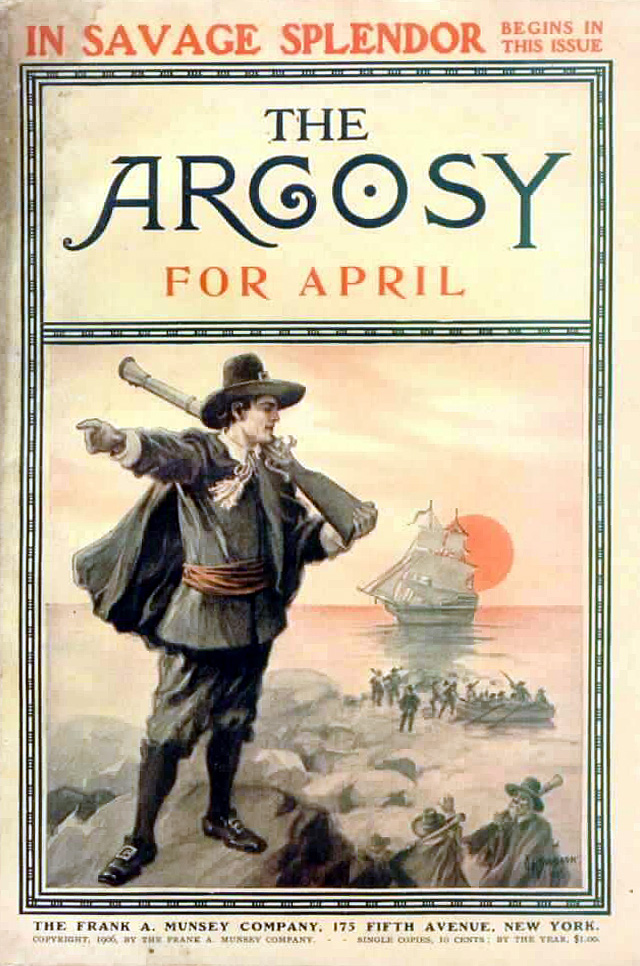
アーゴシー誌（1906年4月号）

1882年9月ニューヨークに移ってきたフランク・マンジーが、以前からニューヨークで出版社に勤めていた友人とマンジーが以前住んでいたメイン州オーガスタからやってきた株式仲買人と共に創刊を決意。マンジーは自己資金約500ドルを原稿の購入に充てた。
間もなく株式仲買人が去り、資金不足が絶望的な状態になったため、マンジーはニューヨークの友人を巻き込むのをやめることを決心した。その代わりに雑誌の企画をニューヨークの出版社に売り込んで回り、マンジーを編集者として雇ってアーゴシーを出版させてくれる会社を捜した。
創刊号は1882年12月2日（発行日は当時の慣習により、1882年12月9日とされている）に出版され、週刊誌として創刊された。創刊号は全8ページで価格は5セント。ホレイショ・アルジャーとエドワード・S・エリスの連載小説の第1回分が掲載されていた。
初期のアーゴシーに寄稿していた作家としては、Annie Ashmoore、W. H. W. Campbell、Harry Castlemon、Frank H. Converse、George H. Coomer、Mary A. Denison、Malcolm Douglas、Colonel A.B. Ellis、J. L. Harbour、D. O. S. Lowell、Oliver Optic、Richard H. Titherington、Edgar L. Warren、Matthew White Jr. がいる。Whiteは1886年から1928年までアーゴシーの編集者を務めた。
創刊から5カ月後、出版社が倒産し管財人の管理下に入った。未払いの給与の請求を放棄することを交換条件として、マンジーはこの雑誌の運営権を得た。しかし、印刷業者や他の供給業者への支払いにも困る有様で、マンジーはメイン州の友人に300ドルを借りるなどしてなんとか切り抜け、出版業界に基礎を確立していった。
当初子ども向けを想定していたが、これは間違いだった。子どもはすぐに成長して興味の対象が変わるため、長期的に購読することがなかったためである。また、子どもは金を持っていないため、子どもを対象とした広告もなかなか集まらなかった。

## パルプ小説誌への移行
1888年12月、誌名に定冠詞をつけ The Argosy とした。1894年4月には週刊誌から月刊誌に移行し、いわゆる「パルプ小説」に向けて舵を切った。1896年には全てを小説で埋め尽くした誌面となった。1917年10月には再び週刊誌となる。1919年1月、Railroad Man's Magazine と合併し Argosy and Railroad Man's Magazine などと呼ばれるようになった。
第一次世界大戦以前のアーゴシーで活躍した作家としては、アプトン・シンクレア、ゼイン・グレイ、アルバート・ペイスン・ターヒューン、ガートルード・バロウズ・ベネット（筆名はフランシス・スティーヴンス）、ウィリアム・ウォーレス・クックなどがいた。

## オールストーリー

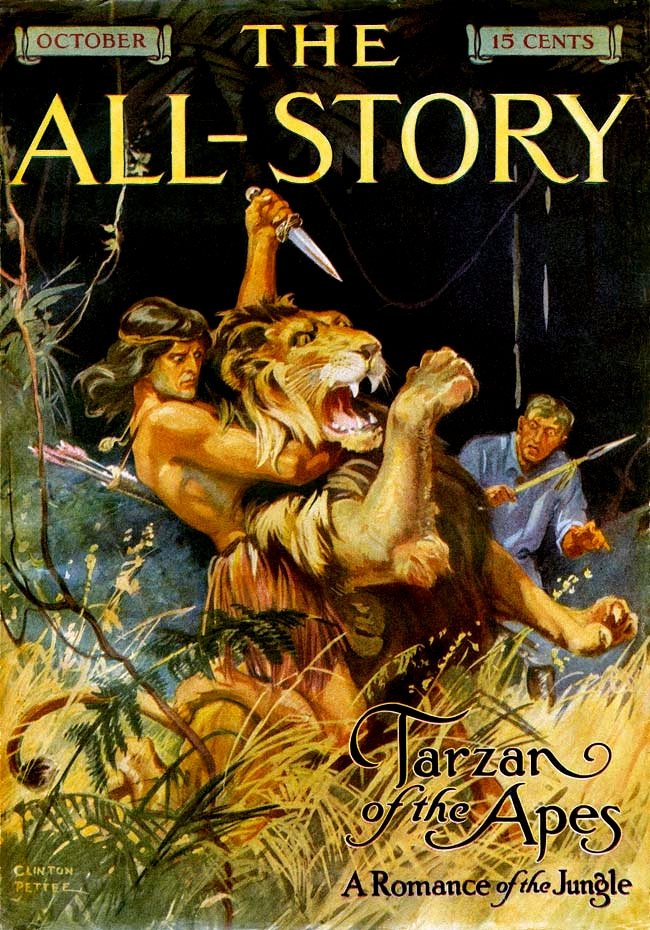
オールストーリー誌（1912年10月号）の表紙。エドガー・ライス・バローズの『類猿人ターザン』のイラスト

オールストーリー (The All-Story) はマンジーが創刊した別のパルプ雑誌である。1905年1月に創刊され、月刊誌として11年間発行された。その後週刊化されてオールストーリー・ウィークリー (All-Story Weekly) となる。その後 The Cavalier と合併して一時期 All-Story Cavalier Weekly となったが、間もなくもとの名称に戻されている。オールストーリーの編集者としては、Newell Metcalf や Robert H. Davis がいた。
オールストーリーはエドガー・ライス・バローズの作品を掲載した最初の雑誌であり、まず短編小説「火星の月の下で」を掲載して、それが連載に発展し、長編『火星のプリンセス』および『火星の女神イサス』としてまとめられた。オールストーリーの作家としては他に、推理作家のレックス・スタウトとメアリ・ロバーツ・ラインハート、ウェスタン作家のマックス・ブランドと Raymond S. Spears、ホラーやファンタジーを書いた トッド・ロビンズ、エイブラハム・メリット、パーレー・プーア・シーハン、チャールズ・B・スティルソンがいた。
2006年、ターザンが初登場したオールストーリー1912年10月号がダラスのオークションに出品され、59,750ドルで落札された。

## アーゴシー・オールストーリー・ウィークリー

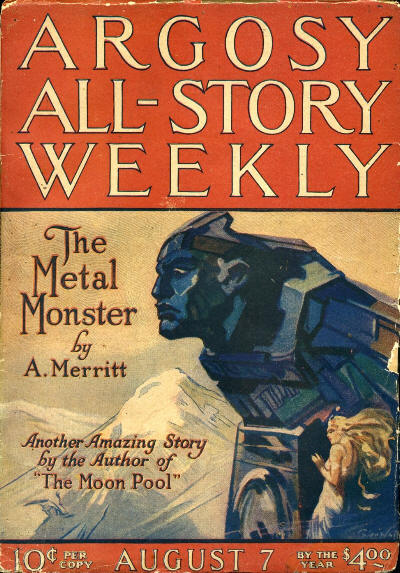
アーゴシー・オールストーリー・ウィークリー誌1920年8月7日号の表紙。A・メリットの『金属モンスター』のイラスト

1920年、オールストーリー・ウィークリーとアーゴシーが合併し、アーゴシー・オールストーリー・ウィークリー (Argosy All-Story Weekly) となった。SFやウェスタンなど様々なジャンルの作品が掲載された。エドガー・ライス・バローズのターザン・シリーズや火星シリーズの一部が掲載されている。他のSF作家としては、ロジャー・シャーマン・ホアー、レイ・カミングス、O・A・クライン、A・メリットらがいた。
アーゴシーには冒険小説も掲載された。ジョンストン・マッカレーの怪傑ゾロもの、C・S・フォレスターの海洋冒険小説、セオドア・ロスコーのフランス外人部隊もの、ルイス・パトリック・グリーンのアフリカを舞台にしたもの、ジョージ・F・ワーツの作品（アメリカ人無線技師が中国で冒険を繰り広げる話）などである。H・ベッドフォード＝ジョーンズは、アイルランド人兵士 Denis Burke を主人公とする剣戟もののシリーズを寄稿している。ボーデン・チェイスは犯罪小説を寄稿した。レスター・デントはユーモアを交えた2つの推理冒険シリーズを連載した。よりシリアスな推理小説を寄稿した作家としては、コーネル・ウールリッチ、Norbert Davies、Fred MacIsaac が挙げられる。
ウェスタン小説を寄稿した作家としては、マックス・ブランド、クラレンス・E・マクフォード、ウォルト・コバーン、チャールズ・アルデン・セルツァー、Tom Curryがいた。他にもエリス・パーカー・バトラー、ヒュー・ペンデクスター、ロバート・E・ハワード、Gordon MacCreagh、ハリー・スティーヴン・キーラーといった作家が寄稿していた。マックス・ブランドが生み出したキャラクターであるドクター・キルデアは、1938年に初登場した。
アーゴシーの表紙イラストを手がけた有名なイラストレーターとしては、エドガー・フランクリン・ウィトマク、Modest Stein、Robert A. Graef が挙げられる。
1941年11月、隔週刊に移行し、1942年7月には月刊となった。1943年9月、紙質を向上させただけでなく、小説専門誌から男性総合誌へと移行しはじめた。それから数年間、小説の占める割合が小さくなっていき（そのころ寄稿していた作家としてはP・G・ウッドハウスなどがいる）、男性誌的内容が増えていった。最終的には野生動物との戦いや戦争を描いたノンフィクションを中心とし、E・S・ガードナーが最高裁判所についての記事を書いたりするようになり、ソフトコアの男性誌とみなされるようになった。1978年11月に最後の号が発行されている。

## 復刊
アーゴシーは1990年から1994年まで復活したことがある。その間に5回だけ散発的に発行された。2004年には季刊誌として復刊。その後短期間の休刊を経て、2005年には Argosy Quarterly として復刊。編集長は James A. Owen で、新作の小説を中心とする編集方針だったが、2006年には再び休刊となった。

## イギリス版
イギリス版アーゴシー（The Argosy とも呼ばれる）は1865年、アレキサンダー・ストラハンが創刊し、その後エレン・ウッドが編集、1901年まで刊行された。
また1926年から1974年まで、短編小説の転載を中心としたペーパーバック判の雑誌として刊行されている。小説や連載のほかに、面白い引用、抜粋文、漫画なども掲載されていた。ジョーン・エイケンは1955年から1960年まで、この雑誌の特別編集者を務めた。ロード・ダンセイニ、レイ・ブラッドベリ、H・E・ベイツといった作家の作品もこのイギリス版アーゴシーに掲載された。